# Paryphantina argentifera
Paryphantina argentifera är en fjärilsart som beskrevs av Erich Martin Hering 1933. Paryphantina argentifera ingår i släktet Paryphantina och familjen snigelspinnare. Inga underarter finns listade i Catalogue of Life.